# Neisser Bent
Neisser Bent (n. 7 august 1976, Nueva Gerona, Isla de la Juventud⁠(d), Cuba) este un înotător ce a reprezentat Cuba, medaliat olimpic. A participat la două ediții ale Jocurilor Olimpice (1996, 2000) în care a câștigat o medalie de bronz.